# Wet van Murphy

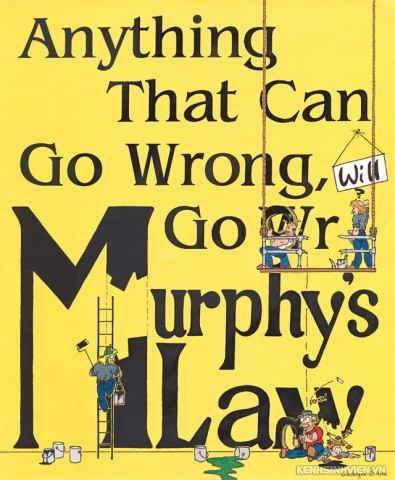
Wet van Murphy

De wet van Murphy, toegeschreven aan Edward A. Murphy (1918–1990), luidt if there’s any way they can do it wrong, they will, "als ze het op een of andere manier verkeerd kunnen doen, zullen ze dat ook doen", of ook Anything that can go wrong, will go wrong, "alles wat fout kan gaan, zal fout gaan".
Murphy was van beroep ruimtevaartingenieur die aan veiligheidskritieke systemen werkte. Hij wilde met zijn uitspraak de nadelige kant van de wet van de grote aantallen illustreren: al is de kans op een ernstige menselijke fout bij het uitvoeren van een bepaalde procedure/handeling heel klein, als het risico maar vaak genoeg wordt gelopen, dan zal er vroeg of laat iemand een fout maken bij het uitvoeren van de procedure/handeling.
Hoewel de wet van Murphy in de volksmond nogal eens verward wordt met de wet van bedrog – als iets mis kan gaan, dan gaat het mis op het slechtst denkbare moment – heeft Murphy's zoon Robert Murphy aangegeven dat zijn vaders werkelijke adagium als volgt luidde: If there's more than one way to do a job and one of those ways will end in disaster, then somebody will do it that way, "als er meer manieren zijn om iets te doen en een van die manieren eindigt rampzalig, dan zal iemand het op die manier doen".

## Toepassing
De wet van Murphy is een van de leidende principes bij het opstellen van protocollen voor bijvoorbeeld apotheken. Voordat een geneesmiddel aan de patiënt wordt uitgereikt, voeren verschillende personen een groot aantal meervoudige controles uit. Zo zal een apothekersassistent op verschillende momenten het te verstrekken geneesmiddel vergelijken met het voorgeschreven geneesmiddel. Aangezien er veel verschillende geneesmiddelen worden verkocht, zouden er zonder protocol door menselijke fouten bij het verstrekken van geneesmiddel doden vallen. Een dergelijk protocol zet de wet van Murphy niet helemaal buitenspel: het gaat op een keer toch fout.

## Overeenkomstige wetten
Vanwege zijn bijzonder aansprekende formulering, is de wet van Murphy meer als een grap onder wetenschappers dan als een echte wet gaan leven, al blijft de ernstige ondertoon. Er zijn vele afgeleiden van, en commentaren op deze wet. Een greep uit het aanbod:
- Als er bij een experiment iets fout kan gaan, zal het ook daadwerkelijk eens fout gaan.
- De fout gebeurt altijd op het vervelendste moment, soms ook de wet van bedrog of wet van Finagle genoemd.
- Succes wordt door maar weinig mensen gezien, terwijl falen altijd volop in de schijnwerpers staat.
- De constante van Murphy: de schade aan een voorwerp is recht evenredig met de waarde ervan.

Hoewel luchtig bedoeld, zit er toch een ernstige kant aan de wetten van Murphy. Experimenteel werk kan het geduld van onderzoekers namelijk danig op de proef stellen. Iemand die daar niet – bijvoorbeeld aan de hand van de wetten van Murphy – het grappige van kan inzien, zal het als experimentator zelden lang volhouden. Wat dat betreft onderstreept de wet van Murphy eerder een psychologische wetmatigheid dan een natuurwetenschappelijke.

### Voorbeelden
- Scheermes van Hanlon
- Wet van bedrog
- Wet van Muphry – opzettelijk foute spelling van de wet van Murphy. Deze wet stelt dat iemand die schriftelijk kritiek levert op een tekst op zijn beurt altijd ten minste één spel- of taalfout in zijn eigen tekst maakt.